# Setaria lindenbergiana
Setaria lindenbergiana là một loài thực vật có hoa trong họ Hòa thảo. Loài này được (Nees) Stapf miêu tả khoa học đầu tiên năm 1899.